# Styringomyia obscura
Styringomyia obscura är en tvåvingeart som beskrevs av Enrico Adelelmo Brunetti 1911. Styringomyia obscura ingår i släktet Styringomyia och familjen småharkrankar.
Artens utbredningsområde är Nepal. Inga underarter finns listade i Catalogue of Life.